# Giordano Giacomini
Giordano Giacomini war ein Politiker aus San Marino, der unter anderem drei Mal (1948–49, 1953–54, 1957) Capitano Reggente war.

## Leben
Giordano Giacomini wurde am 11. März 1945 für das Freiheitskomitee CdL (Comitato della Libertà) erstmals Mitglied des Großen und Allgemeinen Rates (Consiglio Grande e Generale) und gehörte diesem in der 12., 13., 14. und der 15. Legislaturperiode bis zum 13. September 1959 an, wobei er seit dem 16. September 1951 Sozialistische Partei PSS (Partito Socialista Sammarinese) vertrat.
Er war gemeinsam mit Domenico Tomassoni vom 1. Oktober 1948 bis zum 1. April 1949 erstmals Capitano Reggente und damit einer der beiden kollegial amtierenden gleichberechtigten Staatsoberhäupter von San Marino. Er wurde am 17. März 1949 Mitglied des siebten Kabinetts, dem er bis zum 30. Juni 1951 angehörte. Er war zwischen dem 25. September 1951 und dem 16. September 1955 Mitglied des neunten Kabinetts und bekleidete in diesem nach der Schaffung der Zuständigkeit für ein bestimmtes Ressort (dicastero) zuletzt seit 21. Januar 1955 das Amt des Kommunikationsministers (Deputato per la Communicazione). Zusammen mit Giuseppe Renzi bekleidete er vom 1. Oktober 1953 bis zum 1. April 1954 zum zweiten Mal das Amt des Capitano Reggente und war daraufhin im zehnten Kabinett zwischen dem 16. September 1955 und dem 23. Oktober 1957 Gesundheitsminister (Deputato per l’Igiene e la Sanità). Während dieser Zeit fungierte er außerdem vom 1. April bis zum 1. Oktober 1957 gemeinsam mit Primo Marani zum dritten Mal als Capitano Reggente.
Die seit Kriegsende gemeinsam regierenden Kommunistische Partei PCS (Partito Comunista Sammarinese) und PSS setzten auch nach der Parlamentswahl 1955, bei der sie zusammen 35 von 60 Sitzen erhielten, ihre Zusammenarbeit fort. Nachdem die Regierung am 18. September 1957 durch den Austritt von fünf PSS- und einem PCS-Abgeordneten die Mehrheit verloren hatte, kam es zu einer Verfassungskrise. Die bisherige Opposition, die inzwischen über 31 Sitze im Parlament verfügte, ernannte eine provisorische Regierung (comitato esecutivo), der Federigo Bigi, Giovanni Zaccaria Savoretti, Pietro Giancecchi und Alvaro Casali angehörten. Die provisorische Regierung zog sich in das grenznahe Rovereta zurück. Nachdem Italien im Zuge der Auseinandersetzungen von Rovereta (Fatti di Rovereta) die Grenzen abriegelte und ein Einmarsch drohte, gab die alte Regierung auf. Am 23. Oktober 1957 wurde eine neue Regierung (Congresso di Stato) vom Parlament (Consiglio Grande e Generale) gewählt.

## Hintergrundliteratur
- Friedrich Kochwasser: San Marino. Die älteste und kleinste Republik der Welt, Erdmann, Herrenalb im Schwarzwald 1961
- Fabio Foresti: Quella nostra sancta libertà. Lingue, storia e società nella Repubblica di San Marino, Biblioteca e ricerca, Quaderni della Segretaria di Stato per la Pubblica Istruzione, Affari Sociali, Istituti Culturali e Giustizia 6. Aiep, San Marino 1998, ISBN 88-86051-66-2
- Domenico Gasperoni: I Governi di San Marino. Storia e personaggi, AIEP Editore, Serravalle 2015, ISBN 978-88-6086-118-4